# Anneke Raven
Antje Henderika (Anneke) Raven (Onstwedde, 20 juli 1955) is een Nederlandse bestuurder en CDA-politica.

## Biografie
Raven is geboren in Onstwedde en getogen in Klazienaveen. Ze studeerde rechten maar heeft deze studie niet afgerond.
In het begin van haar carrière was ze managementassistente bij Energiebedrijf Groningen en Drenthe en bovendien was ze landelijk secretaris/penningmeester van ARJOS, de jongerenorganisatie van de Anti-Revolutionaire Partij (ARP; ging in 1980 op in het CDA). Verder is ze ook nog ARP-stafmedewerker geweest en was ze eindredacteur van het 'Nederlandse Gedachten' (weekblad van de ARP) en 'CDActueel' (maandblad van het CDA). Daarnaast heeft Raven ook bij de NCRV gewerkt waarbij ze zich vooral bezighield met godsdienstige programma's op de radio en televisie.
Later werd ze bij de Christelijke Hogeschool Windesheim in Zwolle docent radio bij de faculteit 'Journalistiek en Communicatie' daarna ging ze werken bij de Media Academie waar ze projectmanager was maar ook mediatrainingen gaf en rtv-redacties begeleidde. Daarnaast was ze vanaf 2001 lid van de Provinciale Staten van Utrecht wat ze tot 2007 zou blijven. In de periode van 2003 tot 2007 was ze daar CDA-fractievoorzitter en van 2007 tot 2011 lid van de Gedeputeerde Staten met in haar portefeuille onder andere Financiën, Samenleving en Cultuur. Naast haar politieke loopbaan volgde ze een studie geschiedenis aan de Universiteit Utrecht en rondde deze af met een Bachelor of Arts met haar eindscriptie “Globalisering; de positie. van vrouwen in relatie tot het verstrekken van microkredieten”. 
Medio 2011 werd ze benoemd tot burgemeester van de Overijsselse gemeente Hellendoorn. Op 9 maart 2021 werd bekend dat zij per 15 december van dat jaar stopt als burgemeester van Hellendoorn. Op 20 december van dat jaar werd Jorrit Eijbersen burgemeester van Hellendoorn. Na haar aftreden als burgemeester is zij voorzitter van de Historische Kring Hellendoorn-Nijverdal geworden. 